# Landry Bender
Landry Elizabeth Bender (Chicago, Illinois, 3 de agosto del 2000) es una actriz estadounidense. Es conocida por su papel de Cleo Bernstein en la serie de Disney XD Crash & Bernstein, y el papel de Blithe Pedulla en la película The Sitter. Actualmente ha participado como Rocki en la serie original de Netflix Fuller House.

## Primeros años
Landry nació en Chicago, Illinois aunque fue criada en Phoenix, Arizona. Landry comenzó su carrera de actuación a la edad de 5 años actuando en teatros comunitarios y haciendo comerciales. Apareció en producciones de teatro como "Annie", "The Sound of Music" y "La Bella y la Bestia".

## Vida personal
Landry fue nombrada así debido a que sus padres, Amy y Trey Bender, ambos anunciadores deportivos, fueran grandes fanes del entrenador de los Dallas, Tom Landry. En su tiempo libre, Landry gusta de viajar y disfrutar de la moda. Además, Landry canta y toca la guitarra. Landry tiene un perro inglés llamado "Blithe" en honor a su personaje en su película debut "The Sitter". Actualmente, Landry vive en Los Ángeles, California con sus padres y mascota.

## Filmografía

### Películas
| Año  | Título              | Personaje      |
| ---- | ------------------- | -------------- |
| 2011 | The Sitter          | Blithe Pedulla |
| 2011 | The Council of Dads | Mykala Wells   |
| 2014 | Fairest of the Mall | Nikki          |
| 2016 | A World Away        | Zoey           |

### Series de televisión
| Año         | Título                          | Función               | Notas                |
| ----------- | ------------------------------- | --------------------- | -------------------- |
| 2012 – 2014 | Crash & Bernstein               | Cleo Bernstein        | 35 episodios         |
| 2014        | Jake and the Never Land Pirates | Hermana pequeña (voz) | 1 episodio           |
| 2015        | Lost in Oz                      | Dorothy Gale (voz)    |                      |
| 2015 – 2017 | Best Friends Whenever           | Cyd Ripley            | Protagonista         |
| 2015        | Liv y Maddie                    | Cyd Ripley            | 1 episodio           |
| 2017        | Fuller House                    | Roxanne/Rocky         | Personaje recurrente |